# Eismann József
Eismann József (Gyulafehérvár, 1804 körül – Zalatna, 1848. október 22.) gyógyszerész.

## Pályafutása
Gyakornoki idejét feltehetően Nagyszebenben töltötte, mivel fennmaradt értekezését hajdani tanítójának, Molnár Károly Ignác nagyszebeni gyógyszerésznek ajánlotta. 
Vizsgaelőadását 1830. augusztus 31-én tartotta, majd Zalatnán volt a kamarai bányák gyógyszerésze. Tanítványa volt Remetei József.
1848. október 22-én a várost megtámadó román felkelők áldozata lett.

## Műve
- Gyógyszeres értekezés a zöldlő-gyulatsavas sulyagról (Murias barytae) és szunnyasztdékról (Morphina). Pest, 1830. (Gyógyszeres Értekezések 1830-ból. Kiadta Schuster János tanár IV. sz.)